# Eucyclops affinis
Eucyclops affinis is een eenoogkreeftjessoort uit de familie van de Cyclopidae. De wetenschappelijke naam van de soort is voor het eerst geldig gepubliceerd in 1863 door Sars G.O..